# Calle de Leganitos
La calle de Leganitos es una vía urbana del barrio de Palacio del distrito Centro en Madrid. Desciende desde la plaza de Santo Domingo hasta la plaza de España y corre paralela al tercer tramo de la Gran Vía. Toma su nombre del primitivo arroyo y fuente de Leganitos, que también podría extenderse como espacio relacionado con la plaza de Leganitos (en su origen plaza de la Alcantarilla de Leganitos), desaparecida en el siglo xx con la construcción de la explanada de la plaza de España, que ocupó asimismo el antiguo prado de Leganitos. Existente como calle desde el siglo xvii, a lo largo de su historia llegó a ser una vía más larga, cuando en 1835 se extendió por la que antes fuera calle del Pardo (tal y como se ve en el plano de Teixeira de 1656).

## Historia

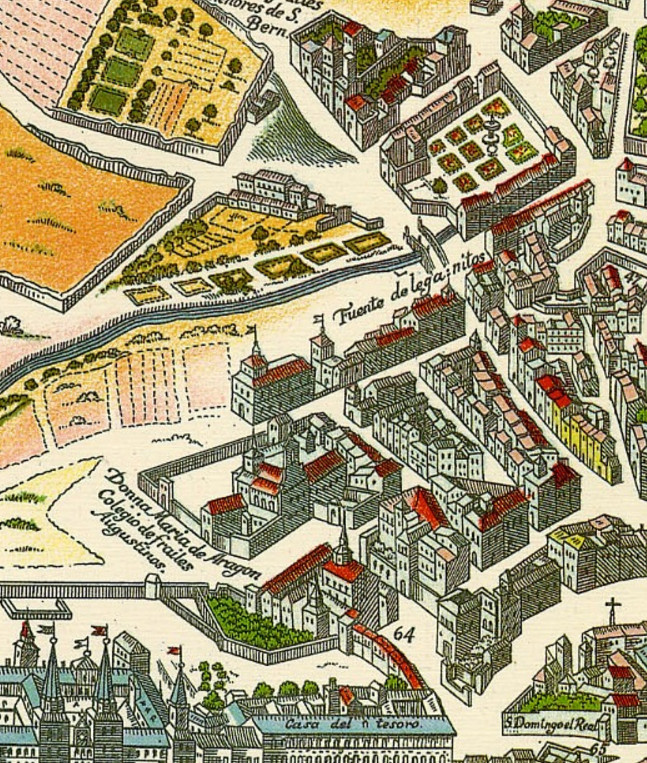
Detalle del plano de Mancelli, de Madrid en la primera mitad del siglo xvii. En un jardín cerrado aparece dibujada la fuente del arroyo de Leganitos, que tras pasar bajo «la puente» construida entre la calle, al sur, y el camino a San Bernardino, al norte, corría hacia el río Manzanares regando las huertas de los primitivos agricultores moriscos.

El Decano de los cronistas de Madrid, Ramón de Mesonero Romanos, en sus Paseos histórico-anecdóticos por las calles y casas de esta villa (El antiguo Madrid) presenta así 

...La calle de Leganitos, que desde la plazuela de Santo Domingo corre hasta los confines de la población entre Norte y Oeste, es una extensa vía de regular caserío, aunque poco notable, como destinado a habitaciones particulares, excepto el edificio que sirvió de colegio Real de Santa Bárbara para niños músicos al servicio de la Real capilla, fundado por Felipe II en 1590, y que dirigió en tiempo de Fernando VI el célebre Carlos Broschi (Farinelli), y produjo en todos tiempos excelentes discípulos, conocidos en el mundo filarmónico. El nombre de Leganitos o Leganés, aplicado a esta calle y cuartel, era el mismo que de antiguo llevaba aquel sitio montuoso, y parece que viene de la voz árabe algannet algannit, que significa las huertas, sin duda por las que habría, y de que aun existe alguna hacia la Montaña del Príncipe Pío. Entre ésta y la plazuela de Santo Domingo, por donde ahora van la calle de los Reyes y la de San Marcial, en el valle u hondonada formada
entre ambas colinas, corría al descubierto una esgueva o barranco procedente de la parte alta de Santa Bárbara, obstáculo formidable para la comunicación con el nuevo distrito de los Afligidos, que fue disimulado en parte, durante siglos enteros, por medio de un puente que venía a estar frente a la calle de Leganitos, y está señalado en el plano de 1656. Posteriormente, en el siglo pasado, siendo gobernador del Consejo el señor Figueroa, se cubrió la famosa alcantarilla, que a pesar de su ancha boca para recibir las arroyadas de
dicha calle alta, ocasionaba en las grandes avenidas peligros y destrozos.
Mesonero Romanos (1861)

Como expone Mesonero, parece que el nombre de la calle proviene de «al-gannet» o «al-gannit», que en árabe significa huertas o de las huertas, refiriéndose a la industria morisca que tuvo tradición en esta zona regada por la fuente de Leganitos y su arroyo, y que según Répide, tras la ocupación cristiana, pasaron al cuidado del monasterio de San Martín.

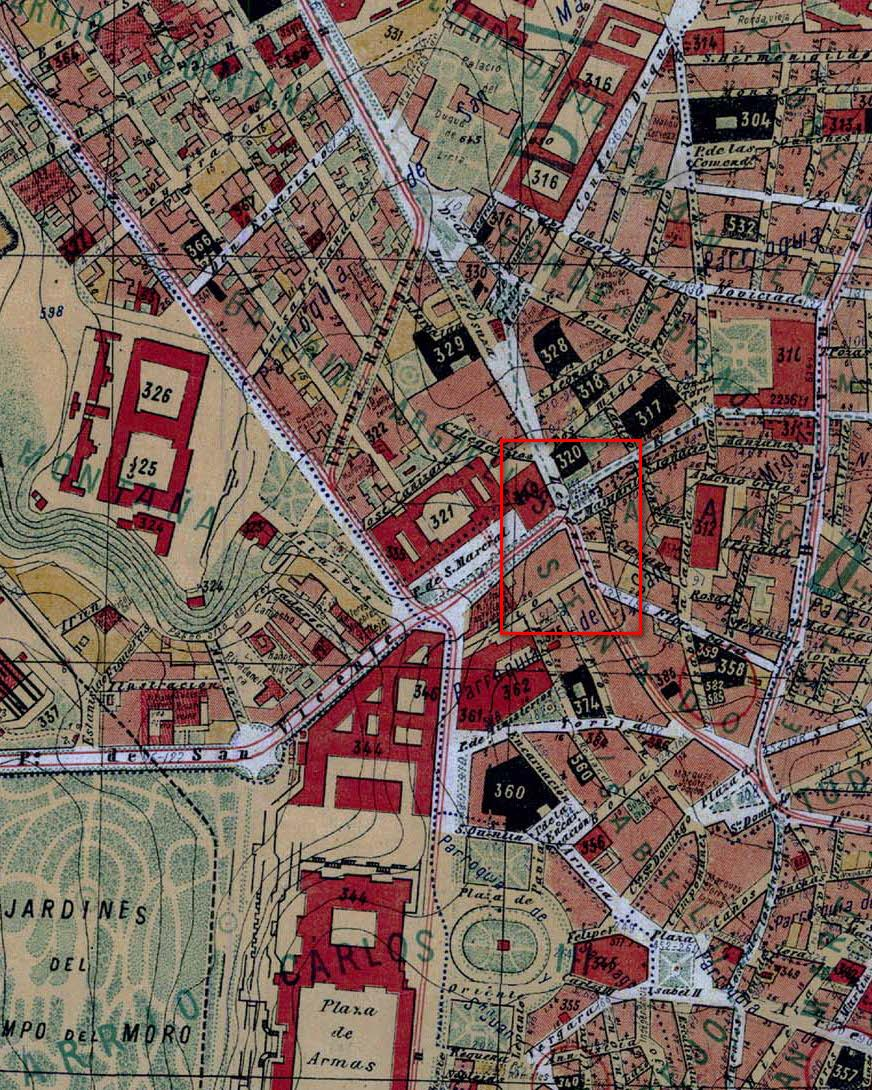
La calle de Leganitos en 1900, representada en el plano de Facundo Cañada.

Por su parte, el cronista Carlos Cambronero y el ensayista Hilario Peñasco recogen en su manual sobre las calles de Madrid, algunos datos sobre la evolución urbana de esta calle, anotando «antecedentes de construcciones particulares desde 1612». Un año después el Concejo madrileño acordó ensanchar la calle respetando sin embargo los álamos que la poblaban. En 1618 se emprendió la construcción de un puente que salvara el arroyo de Leganitos para unir la villa con el camino que iba a San Bernardino (antiguo monasterio de Descalzos Franciscos); y para ello se requisó parte de la huerta de Francisca Valdemoro. El puente aparece dibujado en los planos de Mancelli (ca.1630) y Teixeira (1656). Como, a pesar del puente, el barranco siguió siendo un espacio peligroso y dificultando sobremanera la expansión de la villa por su costado oeste, en sucesivas ocasiones se iniciaron proyectos para rellenarlo ya en el siglo xviii, aunque todavía un siglo después una copla popular informaba de que 
Dicen que van a hacer calle 
 el barranco de Leganitos,
 que todo lo puede Dios
 con su poder infinito.
Otro legendario relato del anecdotario religioso madrileño tiene como piadoso protagonista a Francisco de Asís, que en una noche oscura topó en esta calle con un hombre que huía de la justicia implacable de la Santa Hermandad y que suplicó al santo que no le delatase. Poco después se cruzó el franciscano italiano con los armados y furiosos perseguidores que le interrogaron sobre si había visto pasar a un forajido. El santo, usando un ardid que le permitiese evitar la mentira, introdujo los brazos en las amplias mangas de su hábito mientras decía convencido: «Por aquí no ha pasado».
Otro lance violento, recogido por los cronistas, fue la emboscada que en esta calle sufrió llegando a ser malherido, Fernando de Valenzuela, favorito de la reina Mariana de Austria, última esposa de Felipe IV y regente de su hijo Carlos II de España.

### Los «capones» de Farinelli
Relata Pedro de Répide —sin ocultar los detalles que evitan precisar Mesonero y otros cronistas posteriores—, que en esta calle estuvo la «antigua casa de los Capones», oficialmente llamada Colegio Real de Santa Bárbara de Niños Músicos, fundado por Felipe II de España en 1590, para seleccionar cantores para la Capilla de Palacio, infantes que, a imitación de los reclutados para deleite del romano pontífice «habían de sufrir el lamentable menoscabo de su individualidad, para lograr la perfección de sus voces de sopranos y contraltos». La institución, que tuvo entre sus directores a Farinelli, se disolvió con el final del reinado de Fernando VII, y su espacio se convirtió en una almoneda. También recoge el dato Ángel Fernández de los Ríos que en su Guía de Madrid de 1876, sitúa el colegio en el número 35 de Leganitos.

## Vetustos edificios
Otros edificios desaparecidos y citados por los cronistas fueron la casa de los antiguos duques de Arjona, sobre la que siglos más tarde se levantó el palacio de los duques de Pastrana, esquina a la plaza de Leganitos —ya inexistente como tal— y la calle de los Dos Amigos, aun conservada. También estuvo en el número 4 de esta vía madrileña una capilla protestante, visitada en mayo de 1906 por la princesa Beatriz —madre de Victoria Eugenia de Battenberg—, con motivo de la boda de su hija con Alfonso XIII.
Otro significativo edificio de la calle es el que desde la primera mitad del siglo xx ocupa la comisaría del distrito Centro, considerada una de las comisarías de Madrid con más trabajo.

## Antiguos vecinos

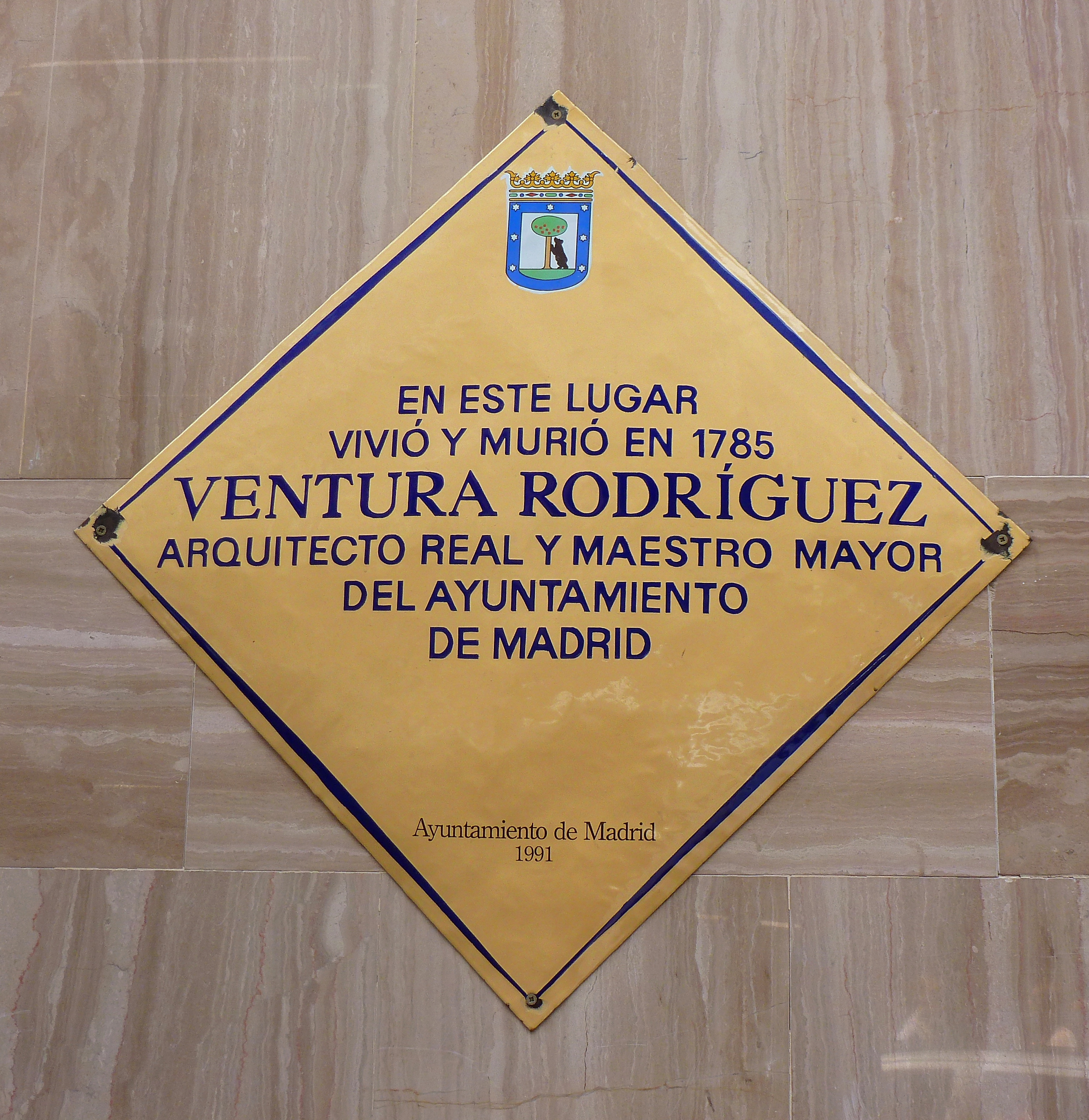
Placa dedicada a Ventura Rodríguez, en 1991

Una moderna placa metálica se colocó en la fachada del número 35, dedicada al compositor italiano Domenico Scarlatti, allí fallecido en 1757 a la edad de 71 años. Otra placa similar recuerda que otro ilustre vecinos fue Ventura Rodríguez, arquitecto real y maestro mayor del Ayuntamiento que vivió en la casa del número 13, donde murió en 1785.  Añade Répide en sus memorias madrileñas que en ese mismo edificio moriría también el 2 de agosto de 1880 el escritor Juan Eugenio Hartzenbusch, y en el número 33 el pedagogo leonés Fernando de Castro («fundador de la Asociación para la Enseñanza de la Mujer»). En la calle se encontraba en el siglo XIX la sede del periódico El Pensamiento de la Nación, de Jaime Balmes.

## Espacios urbanos asociados

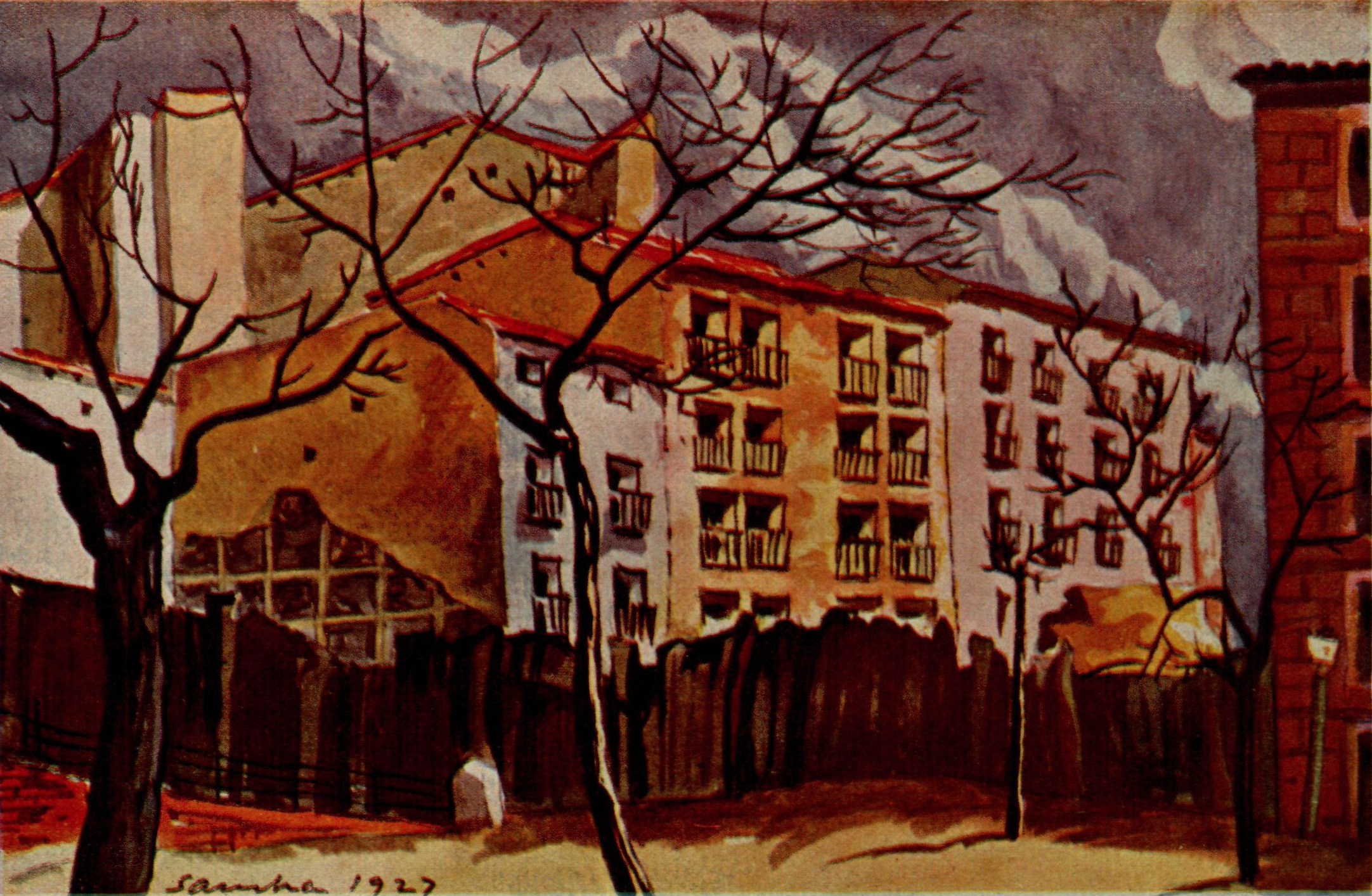
Vista de la desaparecida plaza de Leganitos en una ilustración de Sancha en La Esfera (1927)

- La plaza de Leganitos, así rotulada en el plano de Espinosa, pero más conocida como plaza de la Alcantarilla de Leganitos,[5] por el colector que se construyó en 1618 para encauzar el arroyo del mismo nombre.[8] Se reunían en esta plazuela, —perdida hacia 1912 al urbanizarse la plaza de España— las calles de Leganitos, Eguiluz, Santa Margarita y la de los Reyes. Cuenta Répide que le daban encanto unos palacetes del siglo xix, el «jardín de Pastrana, y en otro de sus lados, el pretil que da subida a la calle de Santa Margarita, como una senda misteriosas que conduce quién sabe a qué tenebrosos cubiles».[5]

- El callejón de Leganitos, que en los planos de Teixeira (1656) y de Espinosa (1769) figura como calle o callejón de las Minillas. Durante siglos fue un callejón cerrado de la calle Leganitos, que se ramificaba en dos codos, uno conocido como callejón de San Buenaventura —paralelo a la calle del duque de Osuna— y otro que, haciendo ángulo obtuso a aquel, mantenía el nombre de Minillas. En el siglo xix se le dio salida por la calle de José Cañizares.[8] Desapareció hacia 1912 con la creación de la plaza de España rematando la Gran Vía de Madrid.